# Juan Carlos Usó
Juan Carlos Usó Arnal (Nules, Castellón, 1959) es un historiador, escritor, bibliotecario y profesor español. Ha logrado reconocimiento por investigar, desde una perspectiva histórica y sociológica, el fenómeno de las drogas; así como la masonería y el mundo LGBT.

## Biografía
Usó es licenciado en Geografía e Historia por la Universidad de Valencia, especializándose en Historia contemporánea. Además, es doctor en Sociología por la Universidad Nacional de Educación a Distancia. Desde 1983, trabaja en la Biblioteca Pública Municipal de Castellón de la Plana.
De los diferentes campos de estudio que ha abordado, la mayor parte de su trayectoria se ha centrado en la historia de las drogas en España, que lleva estudiando desde 1990. Desde entonces, ha llegado a ser considerado uno de los mayores expertos en esta disciplina, según periodistas y autores de referencia en la materia, como Antonio Escohotado.
Su primera obra nace de la única tesis doctoral dirigida por Escohotado, según los registros disponibles. Una publicación de 1998 recoge varias reseñas positivas sobre el primer libro de Usó.
En una etapa previa a abordar la historia de las drogas, Usó investigó sobre historia de la masonería en Castellón y Alicante. Más tarde, también ha publicado ensayos sobre iconos del mundo LGBT.
En el ámbito de la docencia, Usó fue profesor de Sociología de la delincuencia en la Universidad Jaime I, durante el curso 1996-1997. Desde 1999, ha continuado su labor como profesor universitario en la Universidad de Barcelona, impartiendo La prevención y el papel de los medios de comunicación, dentro del programa del máster en Drogodependencias.

## Reconocimientos
El trabajo de Usó ha sido premiado con la concesión de dos galardones:
- Premio Paco Pascual a la difusión social en drogodependencias, otorgado por la asociación de Prevención, Asesoramiento, Tratamiento e Investigación en Marginación y Drogas (PATIM), junio de 2001.

- Premio Active, concedido por la Asociación de Internautas del CannabisCafé (AICC), julio de 2003.[13]

## Obras
- Drogas y cultura de masas (España 1855-1995). Madrid: Taurus. 1996. ISBN 978-84-306-0047-2.
- Spanish trip. La aventura psiquedélica en España. Barcelona: La Liebre de Marzo. 2001. ISBN 978-84-87403-54-5.
- Píldoras de realidad (PDF). Madrid: Amargord. 2012. ISBN 978-84-15398-21-9.
- ¿Nos matan con heroína? Sobre la intoxicación farmacológica como arma de Estado. Leioa (Vizcaya): Libros Crudos. 2015. ISBN 978-84-608-3480-9.
- Orgullo travestido. Egmont de Bries y la repercusión social del transformismo en la España del primer tercio del siglo XX. Santander: El Desvelo. 2017. ISBN 978-84-946138-6-9.
- Gloria Laguna. Ingenio castizo, mito literario y lesbianismo chic. Santander: El Desvelo. 2017. ISBN 978-84-946820-6-3.
- Drogas, neutralidad y presión mediática. Santander: El Desvelo. 2019. ISBN 978-84-949395-5-6.
- Arroz, horchata & cocaína. Valencia: Matrioska. 2021. ISBN 978-94-03603-24-7.
- Spanish trip. Cien años de psiquedelia en España (1921-2021) (PDF) (2.ª edición). Ulises Ediciones Expansivas. 2021. ISBN 978-84-09-30973-3.
- El sol salió anoche y me cantó. El experimento de Viernes Santo. Santander: El Desvelo. 2023. ISBN 978-84-126797-3-1.
- Historia del ocio nocturno en España. Desde finales del siglo XIX hasta la actualidad. Córdoba: El Desvelo. 2025. ISBN 978-84-129509-6-0.